# Metastelma harrisii
Metastelma harrisii är en oleanderväxtart som beskrevs av Rudolf Schlechter. Metastelma harrisii ingår i släktet Metastelma och familjen oleanderväxter. Inga underarter finns listade i Catalogue of Life.